# Piotr Krawczyk (1947–2021)
Piotr Krawczyk (ur. 17 marca 1947 w Świętochłowicach, zm. 27 maja 2021 w Czeladzi) – polski piłkarz grający na pozycji obrońcy, trener.

## Kariera piłkarska
Karierę piłkarską rozpoczął w Górniku Świętochłowice, w których grał do 1964 roku. Następnie został zawodnikiem Polonii Bytom, w barwach której 9 maja 1965 roku w bezbramkowo zremisowanym meczu u siebie z Zawiszą Bydgoszcz, w którym w drugiej połowie zastąpił Jana Liberdę, zadebiutował w ekstraklasie. Z klubem dwukrotnie zajął 3. miejsce w ekstraklasie (1966, 1969). Po sezonie 1970/1971 odszedł z klubu, w którym rozegrał 59 meczów w ekstraklasie.
Następnie został zawodnikiem występującej w III lidze w Grupie II (Kraków) CKS Czeladź, w którym po sezonie 1979/1980 zakończył piłkarską karierę.

## Kariera trenerska
Po zakończeniu kariery piłkarskiej rozpoczął karierę trenerską, którą spędził w CKS Czeladź. Najpierw był asystentem trenerów: Henryka Kempnego (do 1987), następnie trenował drużynę rezerw, w okresie od grudnia 1993 roku do 28 lutego 1995 roku Franciszka Sputa, Józefa Jaworskiego, a w okresie od 1 marca 1995 roku do 30 października 1995 roku był pierwszym trenerem klubu, po czym ponownie był asystentem trenera, tym razem Roberta Majewskiego w latach 1996–1998. Trenował także drużyny młodzieżowe klubu.

## Życie prywatne
Miał syna Marka – tenisistę stołowego. Zmarł 27 maja 2021 roku w Czeladzi.

## Sukcesy
Polonia Bytom
- 3. miejsce w ekstraklasie: 1966, 1969